# Bożejewice (powiat żniński)
Bożejewice – wieś w Polsce położona w województwie kujawsko-pomorskim, w powiecie żnińskim, w gminie Żnin.
W latach 1954–1959 wieś należała i była siedzibą władz gromady Bożejewice, po jej zniesieniu w gromadzie Żnin. W latach 1975–1998 miejscowość należała administracyjnie do województwa bydgoskiego.
Według Narodowego Spisu Powszechnego (III 2011 r.) liczyła 244 mieszkańców. Jest piętnastą co do wielkości miejscowością gminy Żnin. W Bożejewicach znajduje się Zespół Szkół Niepublicznych oraz działa Stowarzyszenie Miłośników Bożejewic.